# Linea 1 (metropolitana di Daegu)

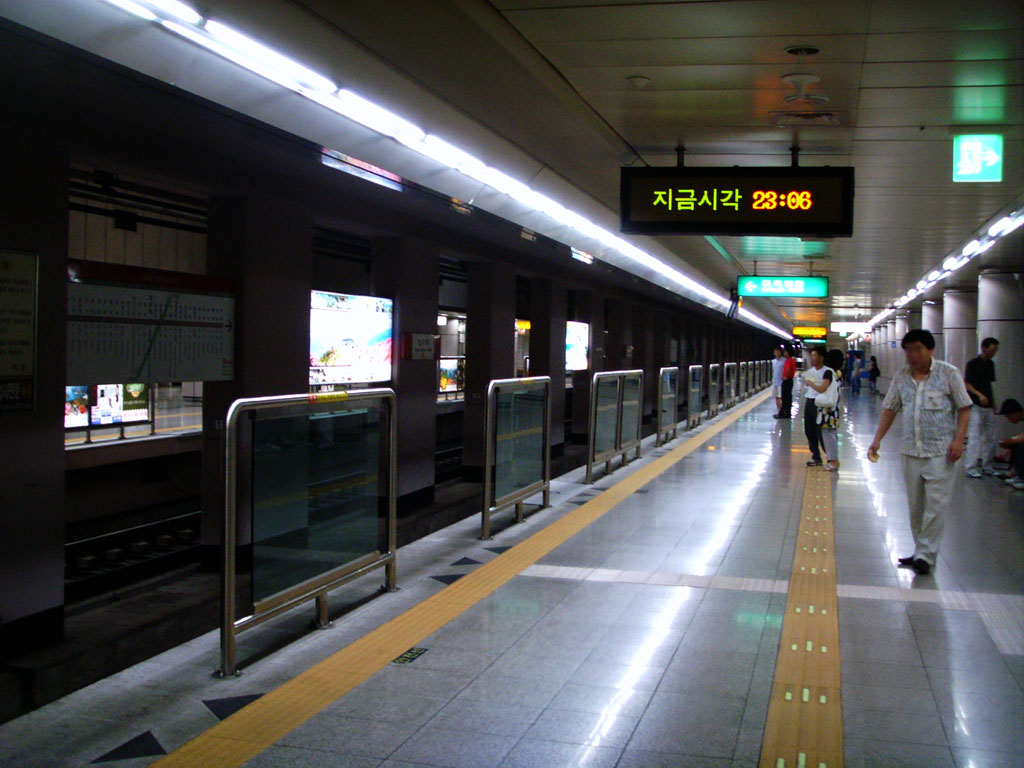
Una stazione della linea

La linea 1 è una linea della metropolitana che serve la città di Daegu, in Corea del Sud. È stata inaugurata nel 1997, il colore che identifica la linea è il rosso.

## Storia
La linea iniziò le operazioni tra Jincheon e Jungangno il 26 novembre 1997. Il tratto tra Jungnangno e Ansim fu aperto pochi mesi dopo il 2 maggio 1998. La parte ovest della linea fu estesa da Jincheon a Daegok, raggiungendo l'attuale lunghezza il 10 maggio 2002. Nel 2003 in seguito ad un incendio il servizio fu sospeso per diversi mesi.
La Linea 1 è lunga 28,8 chilometri e il suo percorso si estende completamente all'interno della città di Daegu, nonostante diverse proposte per estenderla fino alla vicina città di Gyeongsan. I convogli sono 332 al giorno (306 nel fine settimana) e ogni treno impiega 50 minuti e 30 secondi per percorrere l'intera linea.

## Stazioni
| Numero Stazione | Nome Alfabeto                     | Nome Hangŭl | Nome Hanja | Collegamenti                                                   | Distanza | Distanza totale | Posizione | Posizione    |  |
|                 |                                   |             |            |                                                                |          |                 |           |              |  |
| 115             | Seolhwa Myeonggok                 | 설화명곡    | 舌化椧谷   |                                                                | ---      | 0.0             | Daegu     | Dalseong-gun |  |
| 116             | Hwawon                            | 화원        | 花園       |                                                                | 1.2      | 1.2             | Daegu     | Dalseong-gun |  |
| 117             | Daegok                            | 대곡        | 大谷       |                                                                | 1.3      | 2.5             | Daegu     | Dalseo-gu    |  |
| 118             | Jincheon                          | 진천        | 辰泉       |                                                                | 1.0      | 3.5             | Daegu     | Dalseo-gu    |  |
| 119             | Wolbae                            | 월배        | 月背       |                                                                | 0.8      | 1.8             | Daegu     | Dalseo-gu    |  |
| 120             | Sangin                            | 상인        | 上仁       |                                                                | 0.7      | 2.5             | Daegu     | Dalseo-gu    |  |
| 121             | Wolchon                           | 월촌        | 月村       |                                                                | 0.9      | 3.4             | Daegu     | Dalseo-gu    |  |
| 122             | Songhyeon                         | 송현        | 松峴       |                                                                | 1.0      | 4.4             | Daegu     | Dalseo-gu    |  |
| 123             | Seongdangmot                      | 성당못      | 聖堂못     |                                                                | 0.8      | 5.2             | Daegu     | Nam-gu       |  |
| 124             | Daemyeong                         | 대명        | 大明       |                                                                | 0.8      | 6.0             | Daegu     | Nam-gu       |  |
| 125             | Anjirang                          | 안지랑      | 안지랑     |                                                                | 0.8      | 6.8             | Daegu     | Nam-gu       |  |
| 126             | Hyeonchungno                      | 현충로      | 顯忠路     |                                                                | 0.7      | 7.5             | Daegu     | Nam-gu       |  |
| 127             | Ospedale dell'Università Yeungnam | 영대병원    | 嶺大病院   |                                                                | 0.7      | 8.2             | Daegu     | Nam-gu       |  |
| 128             | Gyodae                            | 교대        | 敎大       |                                                                | 0.9      | 9.1             | Daegu     | Nam-gu       |  |
| 129             | Myeongdeok                        | 명덕        | 明德       | ● Linea 3 (2014)                                               | 0.7      | 9.8             | Daegu     | Jung-gu      |  |
| 130             | Banwoldang                        | 반월당      | 半月堂     | ● Linea 2                                                      | 0.8      | 10.6            | Daegu     | Jung-gu      |  |
| 131             | Jungangno                         | 중앙로      | 中央路     |                                                                | 0.7      | 11.3            | Daegu     | Jung-gu      |  |
| 132             | Daegu                             | 대구        | 大邱       | ■ Linea principale Gyeongbu                                    | 0.7      | 12.0            | Daegu     | Jung-gu      |  |
| 133             | Mercato Chilseong                 | 칠성시장    | 七星市場   |                                                                | 0.8      | 12.8            | Daegu     | Buk-gu       |  |
| 134             | Sincheon                          | 신천        | 新川       |                                                                | 1.2      | 14.0            | Daegu     | Buk-gu       |  |
| 135             | Dongdaegu                         | 동대구      | 東大邱     | ■ Linea principale Gyeongbu ■ Linea KTX Gyeongbu ■ Linea Daegu | 0.9      | 14.9            | Daegu     | Dong-gu      |  |
| 136             | Keungogae                         | 큰고개      | 큰고개     |                                                                | 0.9      | 15.8            | Daegu     | Dong-gu      |  |
| 137             | Ayanggyo                          | 아양교      | 峨洋橋     |                                                                | 0.8      | 16.6            | Daegu     | Dong-gu      |  |
| 138             | Dongchon                          | 동촌        | 東村       |                                                                | 1.0      | 17.6            | Daegu     | Dong-gu      |  |
| 139             | Haean                             | 해안        | 解安       |                                                                | 1.0      | 18.6            | Daegu     | Dong-gu      |  |
| 140             | Bangchon                          | 방촌        | 芳村       |                                                                | 1.0      | 19.6            | Daegu     | Dong-gu      |  |
| 141             | Yonggye                           | 용계        | 龍溪       |                                                                | 1.1      | 20.7            | Daegu     | Dong-gu      |  |
| 142             | Yulha                             | 율하        | 栗下       |                                                                | 1.2      | 21.9            | Daegu     | Dong-gu      |  |
| 143             | Singi                             | 신기        | 新基       |                                                                | 1.1      | 23.0            | Daegu     | Dong-gu      |  |
| 144             | Banyawol                          | 반야월      | 半夜月     |                                                                | 1.0      | 24.0            | Daegu     | Dong-gu      |  |
| 145             | Gaksan                            | 각산        | 角山       |                                                                | 1.0      | 25.0            | Daegu     | Dong-gu      |  |
| 146             | Ansim                             | 안심        | 安心       |                                                                | 0.9      | 25.9            | Daegu     | Dong-gu      |  |
|                 |                                   |             |            |                                                                |          |                 |           |              |  |

## Collegamenti con altri mezzi
Nella stazione di Banwoldang la Linea 1 incrocia la Linea 2.